# Jonas Hummels
Jonas Hummels (* 5. August 1990 in Wiesbaden) ist ein deutscher Sportkommentator und -experte sowie ehemaliger Fußballspieler.

## Spielerkarriere

### Werdegang
Hummels, der hauptsächlich in der Innenverteidigung eingesetzt wurde, spielte in der Jugend des FC Bayern München und wurde 2007 Deutscher Meister der B-Junioren. Anschließend wechselte er in die Jugendabteilung der SpVgg Unterhaching. In der Saison 2008/09 debütierte er noch als A-Jugendlicher für deren zweite Herrenmannschaft in der viertklassigen Regionalliga Süd und stieg mit der Mannschaft in die fünftklassige Bayernliga ab.
Nach zwei Spielzeiten als Stammspieler in der Bayernliga wurde Hummels zur Saison 2011/12 in die erste Mannschaft befördert und gab am ersten Spieltag beim Auswärtsspiel gegen Preußen Münster sein Debüt in der 3. Liga. Schon zuvor war er von Trainer Heiko Herrlich zum Mannschaftskapitän bestimmt worden, womit er der bisher jüngste Spielführer der SpVgg Unterhaching ist. Am 3. Spieltag beim 4:1-Sieg gegen die Kickers Offenbach zog er sich einen Kreuzbandriss zu, in dessen Folge er für rund sieben Monate ausfiel. Anschließend unterzog sich Hummels einer Arthroskopie und fiel für den Rest der Saison aus. Ab der Saison 2012/13 war er zweiter Kapitän hinter Torwart Stefan Riederer.
Infolge seiner Verletzungen verlor Hummels seinen Stammplatz in der Innenverteidigung. Gegen Ende der Hinrunde jedoch kam er häufiger zum Spielen und wurde in der Rückrunde wieder Stammspieler. So kam er am Ende der Saison auf 20 Einsätze in der Liga. In der Hinrunde der Saison 2013/14 kam er u. a. wegen eines Knochenödems nur zu vier Einsätzen und kam zwischenzeitlich in der zweiten Mannschaft zum Einsatz. In der Rückrunde spielte er jedoch wieder zehnmal in der Drittligamannschaft und konnte sich wieder in die Stammelf spielen. Am ersten Spieltag der Saison 2014/15 zog Hummels sich den zweiten Kreuzbandriss seiner Profikarriere zu und fiel in dessen Folge acht Monate aus. Zum Saisonende 2015/16 beendete er seine aktive Karriere.

### Erfolge
- Deutscher B-Juniorenmeister 2007 mit dem FC Bayern München

## Sportkommentator- und Expertenkarriere
Während der Europameisterschaft 2016 war Hummels als regelmäßiger Studiogast Teil des Teams um Frank Buschmann und Marcel Reif beim ran-EM-Talk auf Sat.1. Seit 2016 ist er beim Streamingdienst DAZN als Co-Kommentator und Experte bei Fußballspielen sowie Spielen der NBA tätig.

## Privates
Er ist der Bruder des Fußballers Mats Hummels und der Sohn des Trainers Hermann Hummels und der Sportjournalistin Ulla Holthoff. Während seiner aktiven Zeit begann er zum Wintersemester 2012/13 ein Fernstudium der Psychologie an der Fernuniversität in Hagen und erwarb im Jahr 2017 den Bachelor of Science. Seit Juli 2019 betreibt er gemeinsam mit seinem Bruder den Sportpodcast Alleine ist schwer.